# Desabrigado
Desabrigado significa falto de abrigo o desamparado, sin favor ni apoyo.

## Náutica
En náutica se llama desabrigado a un fondeadero, rada, saco, etc. expuestos a los vientos y mares por no tener reguardo contra ellos.

## Milicia
En milicia se usa este adjetivo para referirse a las posiciones que son poco favorables para la defensa, por hallarse dominadas o excesivamente descubiertas y muy expuestas por consiguiente a sufrir los efectos del fuego enemigo.

no hay dos cosas más encontradas que la muchedumbre y el secreto, y este de que voy tratando importe que dure para que no lleguen á noticia de los enemigos tus anticipadas ideas y órdenes y encuentren más guarnecido el punto que tal vez creyeron más desabrigado, ó para que suspendan sus resoluciones en la duda de tus providencias...
Marqués de Santa Cruz, Reflexiones militares

Tuvo aviso el Duque de Parma, estando alojado en Blangy, á los 8 de Febrero (1592), de que sabida ppr el príncipe de Bearne la resolución de los coaligados, la había tomado de salirles al encuientro con 4000 caballos, deseoso de dar una mano á la caballería católica, si la podía coger desabrigada de la infantería.
Coloma, Guerras de los estados bajos